# Tossal Redó (montaña de Muchamiel)
Tossal Redó, también conocida vulgarmente como Tossal Reó, es un sistema de cimas contiguas situado en el municipio de Mutxamel, en la provincia de Alicante, España. Está formado por dos elevaciones: el Tossal Redó I (conocido popularmente como Tossal Redó), con una altitud de 424 metros sobre el nivel del mar, y el Tossal Redó II, también denominado Tossal de les Cocas, con una altitud de 361 metros. Ambas cimas están separadas por un pequeño collado y constituyen una unidad orográfica menor pero significativa dentro del relieve del Campo de Alicante.

## Toponimia
El topónimo Tossal Redó proviene del valenciano y tiene un significado geográfico claro. Tossal, que significa cerro o colina, siendo una forma común en la toponimia de la Comunidad Valenciana y Cataluña para referirse a elevaciones de poca altitud. Y Redó, que significa redondo.
Este nombre hace referencia a la forma suavemente redondeada de los montes, en contraste con cimas más agudas o escarpadas. Es un buen ejemplo de cómo muchos topónimos describen directamente la apariencia del paisaje.
El geólogo Jiménez de Cisneros catalogó en 1908 la montaña de 424m como Tossal Redó I, y la colindante de 361m, como Tossal Redó II.
Este sistema da nombre a su partida rural, El Tossal Redó, del municipio de Muchamiel.

## Historia
En 1867 el Tossal Redó fue adquirido por Nicolás Sánchez Gómez, vecino de Villafranqueza y empresario de la industria minera, que pudo comprar la montaña gracias a las leyes desamortizadoras de 1855 y 1856. Su extensión era de 103 hectáreas, 28 áreas y 292 centiáreas. El precio de tasación se cifró en 400 escudos y el precio final de compra fue de 800 escudos. Según el documento de venta pública, ya figuraba la existencia de dos minas denominadas Fortuna y Buscada.
Por fallecimiento de Nicolás Sánchez, fue legada en 1888 a su esposa Rita Morote García y que ésta vendió en 1908 a su hijo Vicente Sánchez Morote y a Juan Asensi Sánchez. Todos ellos vecinos de Villafranqueza. Las minas fueron explotadas posteriormente por la sociedad Asensi, Pérez y Lillo S.L., propiedad de Juan Asensi, que tenía fábricas en San Vicente del Raspeig y Villafranqueza.

## Minas de ocre
La montaña del Tossal Redó forma parte de las minas del Sabinar, una red de explotaciones mineras subterráneas de extracción del óxido de hierro, conocido como ocre.
En el Tossal Redó se inició la industria minera en Muchamiel con las explotaciones de Fortuna y Buscada, al menos, documentadas desde 1867, gracias a la escritura de compraventa de la montaña por un particular dejando de ser un bien público mediante desamortización.
El ocre extraído en las minas del Sabinar gozó de reconocido prestigio por la alta pureza y estabilidad como pigmento, sobre todo para la industria de la pintura, exportándose a Barcelona, Inglaterra y Alemania como rutas habituales. Especialmente el mercado británico era el que lideraba la demanda de ocre de El Sabinar, por su calidad y característico color tipo mostaza diferente a otros ocres rojizos como los de El Albir.
Las minas iniciaron su funcionamiento desde mediados del siglo XIX y a partir de la década de 1930 la producción de ocre natural comenzó a disminuir desplazado en gran parte por pigmentos sintéticos, más económicos y con mayor gama cromática. La guerra civil española fue la puntilla definitiva a la industria que cesó cualquier actividad minera en El Sabinar en 1945.

## Geografía

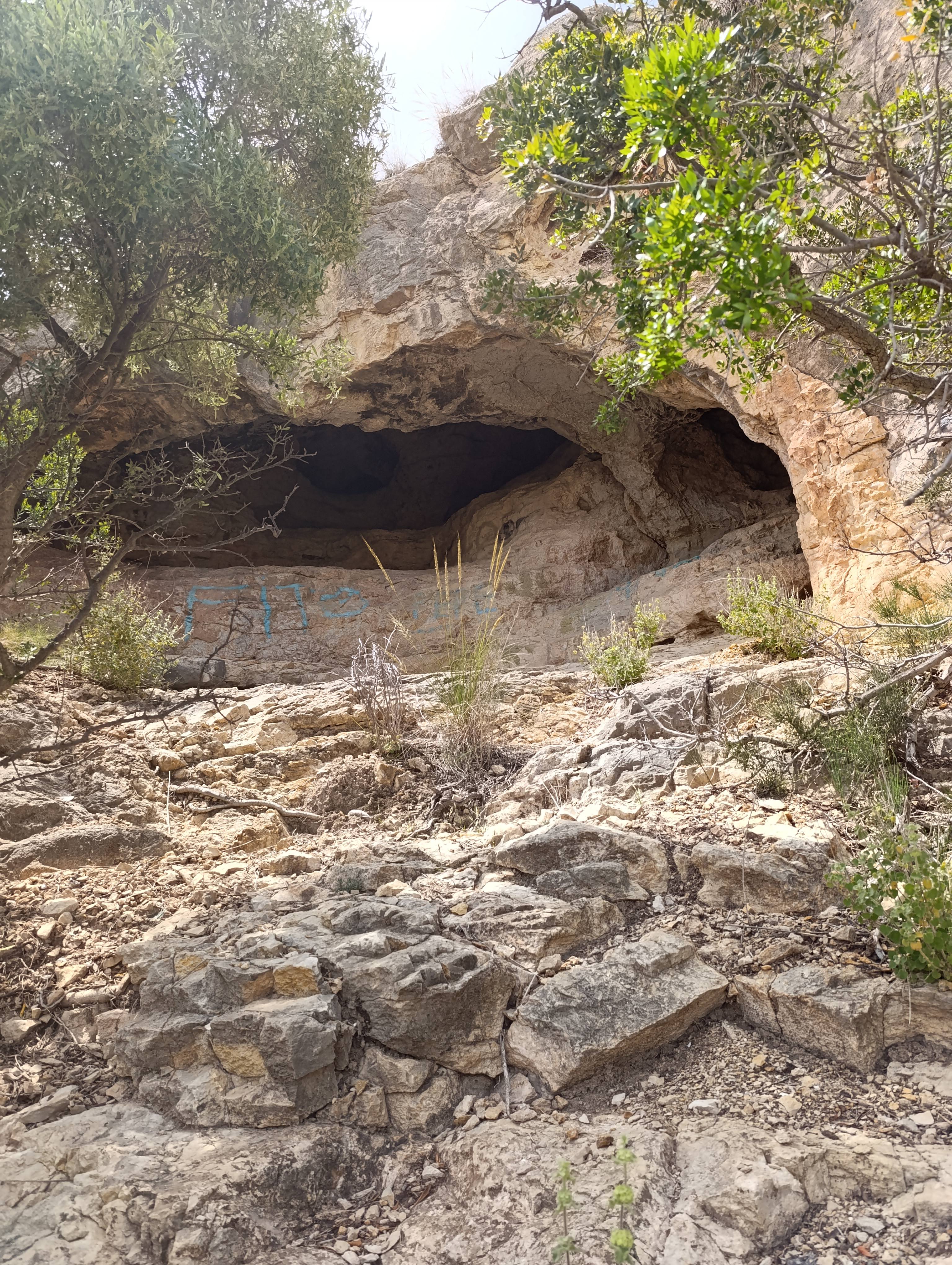
Cueva de la Montaña (ladera sur)

Habitualmente confundidas como montañas de San Vicente del Raspeig, se sitúan íntegramente en término municipal de Muchamiel, muy cerca del término sanvicentero. Pese a que no son montañas de una gran altura, son montañas históricamente carismáticas para la comarca del Campo de Alicante (l'Alacantí), por ser una atalaya con unas vistas privilegiadas de la bahía de Alicante y por su importancia hidrológica, y es que en el Tossal Redó se encuentra un punto de captación de agua subterránea: el Pozo Tossal Redó. Este pozo extrae agua del acuífero localizado bajo el Tossal Redó I, que forma parte del sistema hidrogeológico local de Mutxamel. Aunque el agua no es apta para el consumo humano, se utiliza para riego agrícola y para usos domésticos no alimentarios, como duchas, limpieza o riego de jardines. El terreno de la zona, compuesto principalmente por calizas y margas, favorece la infiltración de aguas pluviales, contribuyendo a la recarga del acuífero.
Además, en las inmediaciones pasa el Barranc dels Cocons (Rambla del Juncaret), un cauce intermitente que recoge escorrentías de lluvia del Tossal Redó y la Sierra Pelada, que desemboca en la playa de la Albufereta, en Alicante.
En la ladera sur se ubica una enorme cueva natural con vistas a Alicante, y en la ladera norte se puede visitar un abrigo rocoso que posee excelentes vistas hacia la sierra del Ventós y el Maigmó.
Ubicaciones de interés:
- Cuevas del Tossal Redó: Pequeñas cavidades naturales situadas en la falda del Tossal Redó I, aunque no son muy profundas, ofrecen un atractivo para los aficionados al senderismo y la exploración debido a sus formas extrañas.
- Franja Triásica del Tossal Redó II: En la base occidental del cerro Tossal Redó II (también conocido como Tossal de les Cocas) aflora una estrecha franja triásica o mancha triásica (conocida cómo Franja Triásica del Tossal Redó II) de notable interés geológico, formada por margas rojizas con abundantes cristales de jacinto de Compostela (yeso impuro). Este afloramiento contrasta claramente con las calizas margosas micáceas de tonalidad verdosa y grisácea que lo rodean. Las margas se depositaron durante el Triásico medio o superior, hace aproximadamente 200 a 230 millones de años, en un ambiente continental con fuerte evaporación. La presencia de yeso indica condiciones áridas, con sedimentación en zonas endorreicas sin conexión marina. La franja aparece como una unidad aislada, encajada en materiales más modernos del Cretácico inferior. En el fondo del barranco donde aflora esta unidad se desarrolla una densa vegetación de cañaveral (Arundo donax), característica de suelos húmedos. La humedad presente proviene del cercano acuífero del Tossal Redó I, que actúa como zona de recarga hídrica. El agua infiltrada en ese cerro, situado en cotas superiores, fluye subterráneamente y aflora al contactar con las margas triásicas, que funcionan como barrera impermeable, formando así un pequeño humedal natural que se mantiene activo incluso en épocas secas.  En las inmediaciones se conservan restos de edificaciones antiguas construidas con ladrillo cerámico tradicional, posiblemente relacionadas con antiguos usos mineros o con la recolección de materiales como el ocre amarillo, aunque no hay constancia directa de su explotación en esta franja concreta.[12]
- Cueva de los Halcones: Una amplia cueva natural ubicada en la ladera sur de la montaña Tossal Redó I, con vistas a Alicante y el mar mediterráneo, cueva donde también se hizo una mina.[1]
- Cova dels Lleons: En la ladera norte del Tossal Redó I se puede visitar un abrigo rocoso que posee excelentes vistas hacia la sierra del Ventós y el Maigmó.[1]